# San José Pinula
San José Pinula est une ville du Guatemala située dans le département de Guatemala, à 22 km de la capitale. Elle fut fondée le 1er octobre 1886 par l'ancien président Manuel Lisandro Barillas. La fête de la ville a lieu le 19 mars (jour de san josè)